# Urban Cowboy
Urban Cowboy è un film statunitense del 1980 diretto da James Bridges, con protagonisti John Travolta e Debra Winger.
La pellicola, ambientata nelle città texane di Houston e Pasadena, descrive il rapporto altalenante tra il giovane cowboy Bud Davis e la moglie Sissy, immortalando il periodo di massimo fulgore della musica country tra la fine degli anni '70 e l'inizio degli anni '80.

## Trama
Il giovane campagnolo Bud Davis si trasferisce dalla cittadina di Spur a Houston, dove lo zio Bob gli trova lavoro in una raffineria di petrolio insieme a lui. Bud comincia sin da subito ad apprezzare la vita notturna dei cowboys di città, che ruota attorno al locale Gilley's, dove una sera conosce la giovane Sissy. Dopo un brevissimo fidanzamento, i due si sposano e vanno a convivere in una roulotte.
Poco dopo il matrimonio, da Gilley's viene installato un toro meccanico per la simulazione dei rodei, che fa scoprire a Bud di avere un ottimo talento per la disciplina. Anche Sissy vorrebbe imparare a cavalcare, ma Bud, assai protettivo, la vuole far desistere, incrinando il loro rapporto ancora poco consolidato.
Sissy decide di imparare comunque a cavalcare il toro meccanico per sorprendere Bud, e si allena di nascosto con l'ex detenuto Wes Hightower (da poco assunto da Gilley's) mentre il marito è al lavoro.
Avendo perfezionato la tecnica, Sissy decide di mettere in mostra le sue abilità e una sera, mentre la coppia è al locale, si esibisce sul toro, lasciando il pubblico stupito dalla sua bravura. Anche Bud decide di esibirsi, malgrado un incidente alla schiena capitatogli al lavoro il giorno stesso. A manovrare il toro c'è però Wes, ostile a Bud e attratto da Sissy, che coglie quest'opportunità per fare passi avanti con Sissy, data l'evidente e crescente competizione che è nata tra la coppia: con le sue manovre, Wes fa in modo di disarcionare Bud, che cade e si rompe un braccio.
Tornati a casa, Bud litiga furiosamente con Sissy e la caccia via di casa. La sera seguente, da Gilley's i due litigano di nuovo in maniera animata: Bud va via con Pam, una ragazza di buona famiglia rimorchiata la sera stessa nel locale, e passa la notte con lei; Sissy, anche se è sul punto di concedersi a Wes, all'ultimo si tira indietro per non far torto al marito. Qualche giorno dopo Sissy torna al caravan familiare per riconciliarsi con Bud, ma trova solamente Pam. Allora lascia un biglietto al marito per dargli appuntamento da Gilley's, ma Pam se ne accorge per prima e nasconde furtivamente il messaggio a Bud prima che lo possa leggere.
Intanto da Gilley's viene organizzata una gara di rodeo meccanico alla quale Bud decide di partecipare. Comincia così ad allenarsi intensamente con l'aiuto dello zio Bob, che in gioventù era stato un campione di questo sport. Sissy, in collera con il marito perché convinta che avesse boicottato il suo tentativo di riappacificazione, inizia una relazione con Wes, che tuttavia continua ad andare a letto con altre donne e si comporta in modo manesco nei confronti della donna.
Arriva il giorno del rodeo, cui decide di partecipare anche Wes per vincere il premio da 5 000 dollari e trasferirsi in Messico con Sissy. Bud, sebbene inizialmente intenzionato a dare forfait a causa dell'improvvisa morte dello zio per un incidente sul lavoro, viene convinto all'ultimo dalla zia a partecipare. Al termine di una gara serrata, Wes e Bud arrivano entrambi in finale e Bud vince per un solo punto.
Durante la gara, Pam si rende conto che Bud ha partecipato al rodeo solo per un senso di rivalsa verso Sissy, di cui è peraltro ancora fortemente innamorato. Così, durante i festeggiamenti, la ragazza decide di rivelare a Bud la verità sui tentativi di riconciliazione di Sissy e sul biglietto che gli aveva nascosto. Bud esce subito a cercare la moglie fuori dal locale. Nel frattempo, Wes torna alla sua roulotte insieme a Sissy, e davanti al rifiuto di quest'ultima di partire con lui, la picchia e la costringe a salire in macchina. Prima di partire, Wes si ferma da Gilley's per rubare i soldi del premio e l'incasso della serata, lasciando Sissy ad aspettarlo in macchina nel parcheggio del locale.
Bud, vedendo la macchina di Sissy, la raggiunge e le chiede scusa, abbracciandola. Poi si accorge dei lividi sulla faccia di Sissy e si rende conto che Wes l'ha picchiata. Fuori di sé dalla rabbia, va a cercare Wes e appena lo vede uscire dal locale lo prende a pugni violentemente, facendogli volare dal giubbotto tutte le banconote appena rubate. Il proprietario del locale si accorge così di essere stato derubato e blocca Wes in attesa della polizia, mentre Bud e Sissy vanno via insieme col camion di Bud.

## Produzione
La sceneggiatura del film fu scritta dal giornalista Aaron Latham e da James Bridges sulla base di un articolo omonimo pubblicato da Latham su Esquire. L'articolo originale era incentrato sulla storia d'amore tra due clienti abituali del Gilley's, Dew Westbrook e Betty Helmer. La relazione nella vita reale di Westbrook e Helmer fornì l'ispirazione per la storia d'amore cinematografica tra i personaggi di John Travolta (Bud) e Debra Winger (Sissy).
Alcuni critici cinematografici hanno definito il film come "una versione country" de La febbre del sabato sera. La pellicola fu inoltre il primo film ad essere coreografato da Patsy Swayze, che lanciò così la sua carriera di coreografa cinematografica. Gran parte del film è ambientato al Gilley's Club, un esteso locale honky-tonk di Pasadena.

## Distribuzione
La pellicola è stata presentata in anteprima al Gaylynn Theater di Houston il 5 giugno del 1980 alla presenza di John Travolta. In Italia è stata distribuita nelle sale cinematografiche nel settembre del 1980.

### Data di uscita
Alcune date di uscita internazionali nel corso del 1980 sono state:
- 6 giugno 1980 negli Stati Uniti d'America[6]
- 20 settembre 1980 in Italia[7][8]

## Accoglienza

### Incassi
Negli Stati Uniti ha incassato 46.918.287 dollari piazzandosi al 13º posto nella classifica dei 100 film più visti del 1980. In Italia, nella classifica dei 100 film più visti della stagione cinematografica 1980-1981, si è classificato all'84º posto.

### Critica
Il film ha ricevuto recensioni generalmente positive dalla critica (73% di recensioni positive sull'aggregatore Rotten Tomatoes). Vincent Canby del New York Times lo ha definito "non solo di grande intrattenimento, ma anche una critica sociale di prim'ordine".
Variety ha lodato il regista James Bridges per aver "abilmente immortalato l'atmosfera di uno dei più famosi ritrovi di chip-kicker: il Gilley's Club alla periferia di Houston".

## Colonna sonora
La colonna sonora di Urban Cowboy venne pubblicata il 6 giugno del 1980. Nel dicembre 2018 è stata certificata triplo disco di platino dalla RIAA per aver venduto tre milioni di copie.

### Tracce
- Lato A

1. Hello Texas, Jimmy Buffett - 2:33
2. All Night Long, Joe Walsh - 3:50
3. Times Like These, Dan Fogelberg - 3:02
4. Nine Tonight, Bob Seger & The Silver Bullet Band - 6:35

- Lato B

1. Stand by Me, Mickey Gilley - 3:35
2. Cherokee Fiddle, Johnny Lee - 4:06
3. Could I Have This Dance, Anne Murray - 3:14
4. Lyin' Eyes, Eagles - 6:23

- Lato C

1. Lookin' for Love, Johnny Lee - 3:41
2. Don't It Make Ya Wanna Dance, Bonnie Raitt - 3:29
3. The Devil Went Down to Georgia, Charlie Daniels - 3:35
4. Here Comes the Hurt Again, Mickey Gilley - 2:41
5. Orange Blossom Special / Hoedown, Gilley's "Urban Cowboy" Band - 2:06

- Lato D

1. Love the World Away, Kenny Rogers - 3:11
2. Falling in Love for the Night, Charlie Daniels - 3:00
3. Darlin',	Bonnie Raitt - 2:34
4. Look What You've Done to Me', Boz Scaggs - 5:39
5. Hearts Against the Wind', Linda Ronstadt con J. D. Souther - 2:58

## Opere derivate
Nel maggio 2015 la 20th Century Fox Television collaborò con la Paramount Television per produrre una serie TV ispirata al film, chiedendo al regista Craig Brewer di scrivere l'episodio pilota. A dicembre, tuttavia, la Fox ha annullato il progetto.

## Curiosità
- All'inizio del film appare in un cameo anche Jerry Hall, la famosa modella texana, all'epoca all'apice della popolarità, che insieme alla sorella Cindy interpretano due ragazze con cui Bud trascorre la notte appena arrivato a Houston.
- Il termine "Urban Cowboy" è stato più tardi impiegato per descrivere la musica country soft-core dei primi anni '80 rappresentata da Kenny Rogers, Dolly Parton, Mickey Gilley, Janie Frickie e altri cantanti il cui marchio di fabbrica è il tono dolce dello stesso tipo ascoltato nel film.